# Un beso en el puerto (película)
Un beso en el puerto es una película española de gran éxito, estrenada el 19 de mayo de 1966, protagonizada por Manolo Escobar e Ingrid Pitt. En ella también participan Antonio Ferrandis, María Isbert y Manuel Alexandre. 

## Sinopsis
Años sesenta, Costa Blanca (Alicante, Benidorm, Calpe, etc). A Manolo (Manolo Escobar), empleado de una gasolinera de la costa, lo despiden del trabajo por su desmedida afición al cante. Entonces, se reencuentra con un viejo amigo, Jaime (Arturo López), que vive como un marqués y siempre va acompañado de las turistas más guapas gracias a un truco del que se vale para conquistarlas, el cual se lo cuenta a Manolo. Más tarde, aprovechando la ausencia de Jaime, Manolo se viste con su ropa y se decide a poner en práctica el truco infalible de su amigo en el puerto de Alicante, pero al novato no le sale todo como pensaba.

## Recepción
Fue mal recibida por la crítica y recibe aproximadamente en FilmAffinity un 3,4 y en IMDb un 5,6.